# Кір'янов Микола Якович
Микола Якович Кір'янов (нар. 19 вересня 1940, село Ламбасручей, тепер Медвеж'єгорського району Республіки Карелії, Російська Федерація) — радянський партійний і державний діяч, 1-й секретар Карельського рескому КПРС (1989—1991). Депутат Верховної ради Карельскої АРСР. Член ЦК КПРС у 1990—1991 роках.

## Біографія
Трудову діяльність розпочав у 1958 році слюсарем-складальником.
У 1965 році закінчив Московський автомеханічний інститут.
У 1965—1968 роках — майстер, старший майстер, заступник начальника цеху, старший інженер-технолог відділу, начальник зміни Онезького тракторного заводу Карельської АРСР.
У 1968—1975 роках — інструктор, заступник завідувача відділу Карельського обласного комітету ВЛКСМ; 1-й секретар Петрозаводського міського комітету ВЛКСМ.
Член КПРС з 1970 року.
У 1975—1979 роках — секретар, 2-й секретар Ленінського районного комітету КПРС міста Петрозаводська.
У 1979 році закінчив Ленінградську вищу партійну школу.
У 1979—1985 роках — 1-й секретар Піткярантського районного комітету КПРС Карельської АРСР; завідувач відділу Карельського обласного комітету КПРС.
У 1985—1987 роках — генеральний директор науково-виробничого об'єднання «Петрозаводськпапірмаш» імені Леніна Карельської АРСР.
У 1987—1989 роках — секретар Карельського обласного комітету КПРС.
30 листопада 1989 — серпень 1991 року — 1-й секретар Карельського обласного (республіканського) комітету КПРС.